# Olena Hrushyna
Elena Eduardovna Grushina (em russo:  Елена Эдуардовна Грушина), também grafado como Olena Eduardivna Hrushyna (em ucraniano:  Олена Едуардівна Грушина; Odessa, RSS da Ucrânia, 8 de janeiro de 1975) é uma ex-patinadora artística ucraniana, que competiu em provas na dança no gelo. Ela conquistou uma medalha de bronze olímpica em 2006 ao lado de Ruslan Goncharov, e uma medalha de bronze em campeonatos mundiais.

## Principais resultados

### Com Ruslan Goncharov
| Resultados                                                             | Resultados    | Resultados        | Resultados        | Resultados       | Resultados        | Resultados       | Resultados       | Resultados        | Resultados       | Resultados      | Resultados        | Resultados      | Resultados        | Resultados        | Resultados        |
| Internacional                                                          | Internacional | Internacional     | Internacional     | Internacional    | Internacional     | Internacional    | Internacional    | Internacional     | Internacional    | Internacional   | Internacional     | Internacional   | Internacional     | Internacional     | Internacional     |
| Evento/Temporada                                                       | 1991– 1992    | 1992– 1993        | 1993– 1994        | 1994– 1995       | 1995– 1996        | 1996– 1997       | 1997– 1998       | 1998– 1999        | 1999– 2000       | 2000– 2001      | 2001– 2002        | 2002– 2003      | 2003– 2004        | 2004– 2005        | 2005– 2006        |
| ---------------------------------------------------------------------- | ------------- | ----------------- | ----------------- | ---------------- | ----------------- | ---------------- | ---------------- | ----------------- | ---------------- | --------------- | ----------------- | --------------- | ----------------- | ----------------- | ----------------- |
| Jogos Olímpicos                                                        |               |                   |                   |                  |                   |                  | 15.ª             |                   |                  |                 | 9.ª               |                 |                   |                   | Medalha de bronze |
| Campeonato Mundial                                                     |               |                   | 18.ª              | 22.ª             | 19.ª              |                  | 13.ª             | 8.ª               | 7.ª              | 8.ª             | 6.ª               | 5.ª             | 4.ª               | Medalha de bronze |                   |
| Campeonato Europeu                                                     |               |                   |                   | 14.ª             | 13.ª              | 13.ª             |                  | 7.ª               | 8.ª              | 7.ª             | 8.ª               | 4.ª             | Medalha de bronze | Medalha de prata  | Medalha de prata  |
| GP Grand Prix Final                                                    |               |                   |                   |                  |                   |                  |                  |                   |                  |                 |                   | 4.ª             | 4.ª               |                   | Medalha de prata  |
| GP Cup of China                                                        |               |                   |                   |                  |                   |                  |                  |                   |                  |                 |                   |                 | Medalha de prata  |                   |                   |
| GP Cup of Russia                                                       |               |                   |                   |                  |                   | 9.ª              |                  |                   |                  |                 | Medalha de bronze |                 |                   | Medalha de prata  |                   |
| GP Nations Cup                                                         |               |                   |                   |                  |                   | 10.ª             |                  |                   |                  |                 |                   |                 |                   |                   |                   |
| GP NHK Trophy                                                          |               |                   |                   |                  |                   |                  |                  |                   | 4.ª              | 4.ª             | 5.ª               |                 | Medalha de prata  |                   |                   |
| GP Skate America                                                       |               |                   |                   |                  | 8.ª               |                  |                  |                   |                  |                 |                   | Medalha de ouro | Medalha de prata  |                   |                   |
| GP Skate Canada International                                          |               |                   |                   |                  |                   |                  |                  | 4.ª               | Medalha de prata | 4.ª             |                   | Medalha de ouro |                   |                   | Medalha de prata  |
| GP Trophée Éric Bompard                                                |               |                   |                   |                  |                   |                  |                  |                   |                  |                 |                   | Medalha de ouro |                   |                   | Medalha de ouro   |
| Jogos da Boa Vontade                                                   |               |                   |                   | 4.ª              |                   |                  |                  | Medalha de bronze |                  |                 |                   |                 |                   |                   |                   |
| Karl Schäfer Memorial                                                  |               | Medalha de bronze |                   |                  |                   |                  |                  |                   |                  |                 |                   |                 |                   |                   |                   |
| Nebelhorn Trophy                                                       |               |                   | Medalha de prata  |                  |                   |                  |                  |                   |                  |                 |                   |                 |                   |                   |                   |
| Skate Israel                                                           |               | Medalha de prata  |                   |                  |                   |                  |                  |                   |                  |                 |                   |                 |                   |                   |                   |
| Universíada                                                            |               |                   |                   |                  |                   |                  |                  |                   |                  | Medalha de ouro |                   |                 |                   |                   |                   |
| Internacional – Júnior                                                 |               |                   |                   |                  |                   |                  |                  |                   |                  |                 |                   |                 |                   |                   |                   |
| Campeonato Mundial Júnior                                              | 4.ª           |                   |                   |                  |                   |                  |                  |                   |                  |                 |                   |                 |                   |                   |                   |
| Nacional                                                               |               |                   |                   |                  |                   |                  |                  |                   |                  |                 |                   |                 |                   |                   |                   |
| Campeonato Ucraniano                                                   |               | Medalha de prata  | Medalha de bronze | Medalha de prata | Medalha de bronze | Medalha de prata | Medalha de prata | Medalha de ouro   |                  |                 | Medalha de ouro   |                 | Medalha de ouro   | Medalha de ouro   | Medalha de ouro   |
|                                                                        |               |                   |                   |                  |                   |                  |                  |                   |                  |                 |                   |                 |                   |                   |                   |
| Legenda: GP = Grand Prix; Competição não foi disputada nesta temporada |               |                   |                   |                  |                   |                  |                  |                   |                  |                 |                   |                 |                   |                   |                   |